# Hans Wipf
Pour les articles homonymes, voir Wipf.
Hans Wipf (1898-date de décès inconnue) est un athlète suisse.
Il représente la Suisse lors de la compétition de lancer du javelot durant les Jeux olympiques d'été de 1924 de Paris.